# Amblie
Amblie ist eine ehemalige französische Gemeinde mit zuletzt 274 Einwohnern (Stand: 1. Januar 2018) im Département Calvados in der Region Normandie. Sie gehörte zum Arrondissement Caen und zum Kanton Bretteville-l’Orgueilleuse. Die Einwohner werden als Ambliais oder Ambligeois bezeichnet.
Amblie wurde am 1. Januar 2017 mit den benachbarten Orten Lantheuil und Tierceville zur neuen Gemeinde Ponts sur Seulles zusammengeschlossen.

## Geografie
Amblie ist 5 km von den ehemaligen Landungsstränden der Operation Neptune vom 6. Juni 1944 entfernt und befindet sich auf halbem Weg zwischen Bayeux und Caen (jeweils 18 km). Es liegt in der Mitte von zwei Tälern, denen der Thue und der Seulles, in der Nähe der historischen Ebene von Caen. 
Umgeben wurde die Gemeinde Amblie von Colombiers-sur-Seulles im Norden, Reviers im Nordosten und Osten, Fontaine-Henry im Südosten, Lantheuil im Süden und Südwesten, Creully in westlicher und südwestlicher Richtung sowie Tierceville im Nordwesten.

## Bevölkerungsentwicklung
| Jahr                              | 1793 | 1836 | 1876 | 1926 | 1946 | 1968 | 1990 | 2008 | 2018 |
| Einwohner                         | 607  | 660  | 474  | 259  | 264  | 267  | 258  | 260  | 274  |
| Quellen: Cassini, EHESS und INSEE |      |      |      |      |      |      |      |      |      |

## Sehenswürdigkeiten
- Kirche Saint-Pierre aus dem 12. Jahrhundert, Portal Monument historique[3]
- Schloss aus dem 18. Jahrhundert
- Menhir des Planches